# 盖洛德 (明尼苏达州)
蓋洛德（英語：Gaylord）是一個位於美國明尼蘇達州錫布利縣的都市。根據2010年美國人口普查，該地共人口2305人，而該地的面積約為4.33平方千米。同時該地也是錫布利縣的縣治。

## 地理
蓋洛德的座標為44°33′22″N 94°13′10″W / 44.55611°N 94.21944°W，而該地的平均海拔高度為309米（即1014英尺）。